# Paul Okon
Paul Michael Okon Engstler (Sydney, 5 aprile 1972) è un allenatore di calcio ed ex calciatore australiano di ruolo centrocampista.

## Biografia
Nato in Australia, sua madre è italiana, mentre suo padre è tedesco.
I suoi figli Paul e Gianluca sono anch'essi calciatori.

## Caratteristiche tecniche
Era un centrocampista dotato di ottima visione di gioco, che gli consentiva di avviare l'azione dal basso, e buona tecnica individuale.

## Carriera

### Giocatore

#### Club
Nel 1988 sbarca in Italia insieme all'amico Christian Vieri e gioca con lui nel Santa Lucia, società di Prato, città originaria di "Bobo". La storia dura due mesi, poi avviene il ritorno in Australia. Ha iniziato la carriera professionistica nel Marconi Stallions di Sydney con cui debutta nel campionato australiano. Tornato in Europa nel 1991, viene ingaggiato dal Club Bruges, dove vi gioca 5 stagioni (72 presenze ed un gol), vincendo 2 campionati belgi (1992 e 1996), altrettante Coppe del Belgio (1995 e 1996) e 3 Supercoppe del Belgio (1992, 1994 e 1996). Nel 1995 vince inoltre la Scarpa d'Oro, riconoscimento attribuito dalla stampa belga, al miglior giocatore del campionato. Nel 1996 viene inoltre nominato Calciatore dell'Oceania dell'anno.

Okon (a destra) alla Lazio, in contrasto sul romanista Totti nel derby di Roma dell'8 dicembre 1996.

Viene quindi riportato in Italia dalla Lazio nell'estate del 1996, dove gioca altri 3 campionati (19 presenze) senza impressionare particolarmente, causa anche gravi problemi alle ginocchia. Con la casacca biancoceleste vince comunque la Coppa Italia 1997-1998 e la Coppa delle Coppe 1998-1999. Acquistato dalla Fiorentina, gioca 11 partite con la casacca viola nella stagione 1999-2000, senza però lasciare il segno.
Va quindi in Inghilterra, al Middlesbrough, dove gioca una stagione ad alti livelli contribuendo alla salvezza del club; ma l'annata successiva, con l'arrivo del nuovo allenatore Steve McClaren (con cui ha avuto dei problemi), sarà costretto, dopo sei mesi di panchina, a scendere in First Division accettando la proposta del Watford di Gianluca Vialli, dove gioca 15 partite da titolare. Ritornato su buoni livelli, viene acquistato dal Leeds United dove gioca 15 partite nella stagione 2002-2003.
Ingaggiato dal Vicenza di Beppe Iachini all'inizio della stagione 2003-2004, dopo una partenza come titolare in cui gioca 11 partite, viene ceduto alla squadra belga del Brussels, in seconda divisione, con cui chiude la stagione. Sempre in Belgio disputa la stagione successiva con l'Ostenda, con la quale retrocede.
Nel 2005-2006 ha giocato a Cipro con l'Apoel Nicosia.
Nel luglio del 2006 è ritornato in Australia firmando per i Newcastle United Jets, per poi ritirarsi nel 2007.

#### Nazionale
Con la nazionale australiana ha più volte sfiorato la partecipazione alle fasi finali della Coppa del Mondo, e ha inoltre partecipato alle Olimpiadi di Barcellona 1992 arrivando alle semifinali della manifestazione, in cui gli australiani hanno perso la finalina per il terzo posto contro il Ghana.

## Statistiche

### Cronologia presenze e reti in nazionale
| Cronologia completa delle presenze e delle reti in nazionale ― Australia | Cronologia completa delle presenze e delle reti in nazionale ― Australia | Cronologia completa delle presenze e delle reti in nazionale ― Australia | Cronologia completa delle presenze e delle reti in nazionale ― Australia | Cronologia completa delle presenze e delle reti in nazionale ― Australia | Cronologia completa delle presenze e delle reti in nazionale ― Australia | Cronologia completa delle presenze e delle reti in nazionale ― Australia | Cronologia completa delle presenze e delle reti in nazionale ― Australia |
| Data                                                                     | Città                                                                    | In casa                                                                  | Risultato                                                                | Ospiti                                                                   | Competizione                                                             | Reti                                                                     | Note                                                                     |
| ------------------------------------------------------------------------ | ------------------------------------------------------------------------ | ------------------------------------------------------------------------ | ------------------------------------------------------------------------ | ------------------------------------------------------------------------ | ------------------------------------------------------------------------ | ------------------------------------------------------------------------ | ------------------------------------------------------------------------ |
| 6-2-1991                                                                 | Città di Parramatta                                                      | Australia                                                                | 0 – 2                                                                    | Cecoslovacchia                                                           | Amichevole                                                               | -                                                                        | 72’                                                                      |
| 31-7-1993                                                                | Edmonton                                                                 | Canada                                                                   | 2 – 1                                                                    | Australia                                                                | Qual. Mondiali 1994                                                      | -                                                                        |                                                                          |
| 8-6-1994                                                                 | Adelaide                                                                 | Australia                                                                | 1 – 0                                                                    | Sudafrica                                                                | Amichevole                                                               | -                                                                        |                                                                          |
| 18-6-1995                                                                | Sydney                                                                   | Australia                                                                | 2 – 1                                                                    | Ghana                                                                    | Amichevole                                                               | -                                                                        |                                                                          |
| 9-10-1996                                                                | Riyad                                                                    | Arabia Saudita                                                           | 0 – 0                                                                    | Australia                                                                | Amichevole                                                               | -                                                                        |                                                                          |
| 9-2-2000                                                                 | Valparaiso                                                               | Cile                                                                     | 2 – 1                                                                    | Australia                                                                | Copa Ciudad de Valparaíso                                                | -                                                                        |                                                                          |
| 12-2-2000                                                                | Valparaiso                                                               | Australia                                                                | 0 – 0                                                                    | Slovacchia                                                               | Copa Ciudad de Valparaíso                                                | -                                                                        |                                                                          |
| 23-2-2000                                                                | Budapest                                                                 | Ungheria                                                                 | 0 – 3                                                                    | Australia                                                                | Amichevole                                                               | -                                                                        |                                                                          |
| 29-3-2000                                                                | Teplice                                                                  | Rep. Ceca                                                                | 3 – 1                                                                    | Australia                                                                | Amichevole                                                               | -                                                                        |                                                                          |
| 9-6-2000                                                                 | Sydney                                                                   | Australia                                                                | 0 – 0                                                                    | Paraguay                                                                 | Amichevole                                                               | -                                                                        |                                                                          |
| 15-6-2000                                                                | Melbourne                                                                | Australia                                                                | 2 – 1                                                                    | Paraguay                                                                 | Amichevole                                                               | -                                                                        |                                                                          |
| 19-6-2000                                                                | Papeete                                                                  | Australia                                                                | 17 – 0                                                                   | Isole Cook                                                               | Coppa d'Oceania 2000 - 1º turno                                          | -                                                                        |                                                                          |
| 23-6-2000                                                                | Papeete                                                                  | Australia                                                                | 6 – 0                                                                    | Isole Salomone                                                           | Coppa d'Oceania 2000 - 1º turno                                          | -                                                                        | 33’                                                                      |
| 25-6-2000                                                                | Papeete                                                                  | Australia                                                                | 1 – 0                                                                    | Vanuatu                                                                  | Coppa d'Oceania 2000 - Semifinale                                        | -                                                                        |                                                                          |
| 28-6-2000                                                                | Papeete                                                                  | Australia                                                                | 2 – 0                                                                    | Nuova Zelanda                                                            | Coppa d'Oceania 2000 - Finale                                            | -                                                                        |                                                                          |
| 15-11-2000                                                               | Glasgow                                                                  | Scozia                                                                   | 0 – 2                                                                    | Australia                                                                | Amichevole                                                               | -                                                                        |                                                                          |
| 30-5-2001                                                                | Suwon                                                                    | Messico                                                                  | 0 – 2                                                                    | Australia                                                                | Conf. Cup 2001 - 1º turno                                                | -                                                                        |                                                                          |
| 1-6-2001                                                                 | Daegu                                                                    | Australia                                                                | 1 – 0                                                                    | Francia                                                                  | Conf. Cup 2001 - 1º turno                                                | -                                                                        |                                                                          |
| 3-6-2001                                                                 | Suwon                                                                    | Corea del Sud                                                            | 1 – 0                                                                    | Australia                                                                | Conf. Cup 2001 - 1º turno                                                | -                                                                        | 82’                                                                      |
| 7-6-2001                                                                 | Yokohama                                                                 | Giappone                                                                 | 1 – 0                                                                    | Australia                                                                | Conf. Cup 2001 - Semifinale                                              | -                                                                        |                                                                          |
| 20-6-2001                                                                | Wellington                                                               | Nuova Zelanda                                                            | 0 – 2                                                                    | Australia                                                                | Qual. Mondiali 2002                                                      | -                                                                        |                                                                          |
| 24-6-2001                                                                | Sydney                                                                   | Australia                                                                | 4 – 1                                                                    | Nuova Zelanda                                                            | Qual. Mondiali 2002                                                      | -                                                                        | 5’ 60’                                                                   |
| 11-11-2001                                                               | Melbourne                                                                | Australia                                                                | 1 – 1                                                                    | Francia                                                                  | Amichevole                                                               | -                                                                        |                                                                          |
| 20-11-2001                                                               | Melbourne                                                                | Australia                                                                | 1 – 0                                                                    | Uruguay                                                                  | Qual. Mondiali 2002                                                      | -                                                                        |                                                                          |
| 25-11-2001                                                               | Montevideo                                                               | Uruguay                                                                  | 3 – 0                                                                    | Australia                                                                | Qual. Mondiali 2002                                                      | -                                                                        |                                                                          |
| 12-2-2003                                                                | Londra                                                                   | Inghilterra                                                              | 1 – 3                                                                    | Australia                                                                | Amichevole                                                               | -                                                                        | 87’                                                                      |
| 19-8-2003                                                                | Dublino                                                                  | Irlanda                                                                  | 2 – 1                                                                    | Australia                                                                | Amichevole                                                               | -                                                                        | 67’                                                                      |
| 7-9-2003                                                                 | Reading                                                                  | Australia                                                                | 2 – 1                                                                    | Giamaica                                                                 | Amichevole                                                               | -                                                                        |                                                                          |
| Totale                                                                   |                                                                          | Presenze                                                                 | 28                                                                       |                                                                          | Reti                                                                     | 0                                                                        |                                                                          |

| Cronologia completa delle presenze e delle reti in nazionale ― Australia olimpica | Cronologia completa delle presenze e delle reti in nazionale ― Australia olimpica | Cronologia completa delle presenze e delle reti in nazionale ― Australia olimpica | Cronologia completa delle presenze e delle reti in nazionale ― Australia olimpica | Cronologia completa delle presenze e delle reti in nazionale ― Australia olimpica | Cronologia completa delle presenze e delle reti in nazionale ― Australia olimpica | Cronologia completa delle presenze e delle reti in nazionale ― Australia olimpica | Cronologia completa delle presenze e delle reti in nazionale ― Australia olimpica |
| Data                                                                              | Città                                                                             | In casa                                                                           | Risultato                                                                         | Ospiti                                                                            | Competizione                                                                      | Reti                                                                              | Note                                                                              |
| --------------------------------------------------------------------------------- | --------------------------------------------------------------------------------- | --------------------------------------------------------------------------------- | --------------------------------------------------------------------------------- | --------------------------------------------------------------------------------- | --------------------------------------------------------------------------------- | --------------------------------------------------------------------------------- | --------------------------------------------------------------------------------- |
| 26-7-1992                                                                         | Sabadell                                                                          | Ghana olimpica                                                                    | 3 – 1                                                                             | Australia olimpica                                                                | Olimpiadi 1992 - 1º turno                                                         | -                                                                                 | 58’                                                                               |
| 30-7-1992                                                                         | Saragozza                                                                         | Danimarca olimpica                                                                | 0 – 3                                                                             | Australia olimpica                                                                | Olimpiadi 1992 - 1º turno                                                         | -                                                                                 |                                                                                   |
| 2-8-1992                                                                          | Barcellona                                                                        | Svezia olimpica                                                                   | 1 – 2                                                                             | Australia olimpica                                                                | Olimpiadi 1992 - Quarti di finale                                                 | -                                                                                 |                                                                                   |
| 5-8-1992                                                                          | Barcellona                                                                        | Polonia olimpica                                                                  | 6 – 1                                                                             | Australia olimpica                                                                | Olimpiadi 1992 - Semifinale                                                       | -                                                                                 |                                                                                   |
| 7-8-1992                                                                          | Barcellona                                                                        | Australia olimpica                                                                | 0 – 1                                                                             | Ghana olimpica                                                                    | Olimpiadi 1992 - Finale 3º posto                                                  | -                                                                                 |                                                                                   |
| Totale                                                                            |                                                                                   | Presenze                                                                          | 5                                                                                 |                                                                                   | Reti                                                                              | 0                                                                                 |                                                                                   |

| Cronologia completa delle presenze e delle reti in nazionale ― Australia under 20 | Cronologia completa delle presenze e delle reti in nazionale ― Australia under 20 | Cronologia completa delle presenze e delle reti in nazionale ― Australia under 20 | Cronologia completa delle presenze e delle reti in nazionale ― Australia under 20 | Cronologia completa delle presenze e delle reti in nazionale ― Australia under 20 | Cronologia completa delle presenze e delle reti in nazionale ― Australia under 20 | Cronologia completa delle presenze e delle reti in nazionale ― Australia under 20 | Cronologia completa delle presenze e delle reti in nazionale ― Australia under 20 |
| Data                                                                              | Città                                                                             | In casa                                                                           | Risultato                                                                         | Ospiti                                                                            | Competizione                                                                      | Reti                                                                              | Note                                                                              |
| --------------------------------------------------------------------------------- | --------------------------------------------------------------------------------- | --------------------------------------------------------------------------------- | --------------------------------------------------------------------------------- | --------------------------------------------------------------------------------- | --------------------------------------------------------------------------------- | --------------------------------------------------------------------------------- | --------------------------------------------------------------------------------- |
| 15-6-1991                                                                         | Braga                                                                             | Trinidad e Tobago under 20                                                        | 0 – 2                                                                             | Australia under 20                                                                | Mondiali Under-20 1991 - 1º turno                                                 | 1                                                                                 |                                                                                   |
| 18-6-1991                                                                         | Braga                                                                             | Australia under 20                                                                | 1 – 0                                                                             | Unione Sovietica under 20                                                         | Mondiali Under-20 1991 - 1º turno                                                 | -                                                                                 |                                                                                   |
| 20-6-1991                                                                         | Guimarães                                                                         | Australia under 20                                                                | 1 – 0                                                                             | Egitto under 20                                                                   | Mondiali Under-20 1991 - 1º turno                                                 | -                                                                                 |                                                                                   |
| 23-6-1991                                                                         | Braga                                                                             | Australia under 20                                                                | 1 – 1 dts (5 – 4 dtr)                                                             | Siria under 20                                                                    | Mondiali Under-20 1991 - Quarti di finale                                         | -                                                                                 |                                                                                   |
| 26-6-1991                                                                         | Lisbona                                                                           | Portogallo under 20                                                               | 1 – 0                                                                             | Australia under 20                                                                | Mondiali Under-20 1991 - Semifinale                                               | -                                                                                 |                                                                                   |
| 29-6-1991                                                                         | Porto                                                                             | Australia under 20                                                                | 1 – 1 dts (4 – 5 dtr)                                                             | Unione Sovietica under 20                                                         | Mondiali Under-20 1991 - Finale 3º posto                                          | -                                                                                 |                                                                                   |
| Totale                                                                            |                                                                                   | Presenze                                                                          | 6                                                                                 |                                                                                   | Reti                                                                              | 1                                                                                 |                                                                                   |

## Palmarès

### Giocatore

#### Club

##### Competizioni nazionali
- Supercoppa del Belgio: 2

Club Bruges: 1992, 1994, 1996
- Coppa del Belgio: 2

Club Bruges: 1994-1995, 1995-1996
- Campionato belga di calcio: 1

Club Bruges: 1995-1996
- Coppa Italia: 1

Lazio: 1997-1998

##### Competizioni internazionali
- Coppa delle Coppe: 1

Lazio: 1998-1999

#### Nazionale
- Coppa d'Oceania: 1

2000

#### Individuale
- Calciatore dell'anno del campionato belga: 1

1995
- Calciatore dell'Oceania dell'anno: 1

1996